# Petersberg, Sachsen-Anhalt
Petersberg är en kommun och ort i Saalekreis i förbundslandet Sachsen-Anhalt i Tyskland.
Kommunen bildades den 1 januari 2010 genom en sammanslagning av de tidigare kommunerna Petersberg, Brachstedt, Götschetal, Krosigk, Kütten, Morl och Ostrau i den nya kommunen Petersberg.